# Наурузовська сільська рада (Пономарьовський район)
Науру́зовська сільська рада (рос. Наурузовский сельский совет) — сільське поселення у складі Пономарьовського району Оренбурзької області Росії.
Адміністративний центр — село Наурузово.

## Населення
Населення — 1437 осіб (2019; 1697 в 2010, 1937 у 2002).

## Склад
До складу сільської ради входять:
| Населений пункт     | Населення, осіб (2002) | Населення, осіб (2010) |
| ------------------- | ---------------------- | ---------------------- |
| Григор'євка, селище | 14                     | 6                      |
| Наріманово, селище  | 4                      | 3                      |
| Наурузово, село     | 1919                   | 1688                   |